# Bá tước phu nhân xứ Essex
Bá tước phu nhân xứ Essex là tước hiệu dành cho vợ của Bá tước xứ Essex. Các Bá tước phu nhân xứ Essex gồm có:

## Lần phong thứ 1
- Rohese de Vere, Bá tước phu nhân xứ Essex (thế kỷ 12), vợ của Geoffrey de Mandeville, Bá tước thứ 1 xứ Essex
- Hawise I xứ Aumale (mất năm 1214), vợ của William de Mandeville, Bá tước thứ 3 xứ Essex

## Lần phong thứ 2
- Aveline de Clare (1178-1225), vợ của Geoffrey Fitz Peter, Bá tước thứ 1 xứ Essex

## Lần phong thứ 3
- Elizabeth xứ Rhuddlan (1282–1316), vợ của Humphrey de Bohun, Bá tước thứ 4 xứ Hereford
- Joan FitzAlan (1347–1419), vợ của Humphrey de Bohun, Bá tước thứ 7 xứ Hereford

## Lần phong thứ 4
- Eleanor de Bohun (khoảng 1366–1399), vợ của Thomas xứ Woodstock

## Lần phong thứ 5
- Isabel xứ Cambridge (1409–1484), vợ của Henry Bourchier, Bá tước thứ 1 xứ Essex

## Lần phong thứ 7
- Elisabeth Brooke (1526–1565), vợ của William Parr, Hầu tước thứ 1 xứ Northampton

## Lần phong thứ 8
- Lettice Knollys (1543–1634), vợ của Walter Devereux, Bá tước thứ 1 xứ Essex
- Frances Walsingham (1567–1631), vợ của Robert Devereux, Bá tước thứ 2 xứ Essex
- Frances Howard (1590–1632), vợ của Robert Devereux, Bá tước thứ 3 thứ Essex

## Lần phong thứ 9
- Elizabeth Percy (1636–1718), vợ của Arthur Capell, Bá tước thứ 1 xứ Essex
- Mary Bentinck (1679–1726), vợ của Algernon Capell, Bá tước thứ 2 xứ Essex)
- Jane Hyde (1694–1724), vợ đầu tiên của William Capell, Bá tước thứ 3 xứ Essex
- Elizabeth Russell (vợ thứ 2 của William Capell, Bá tước thứ 3 xứ Essex
- Sarah Bazett (1759–1838), vợ đầu tiên của George Capel-Coningsby, Bá tước thứ 5 xứ Essex
- Catherine Stephens (1794–1882), ca sĩ và diễn viên người Anh, vợ thứ 2 của George Capel-Coningsby, Bá tước thứ 5 xứ Essex
- Adele Beach Grant (mất ngày 28 tháng 7 năm 1922), mỹ nhân và socialite được sinh ra tại Mỹ, vợ của George Devereux de Vere Capell, Bá tước thứ 7 xứ Essex